# Piromania

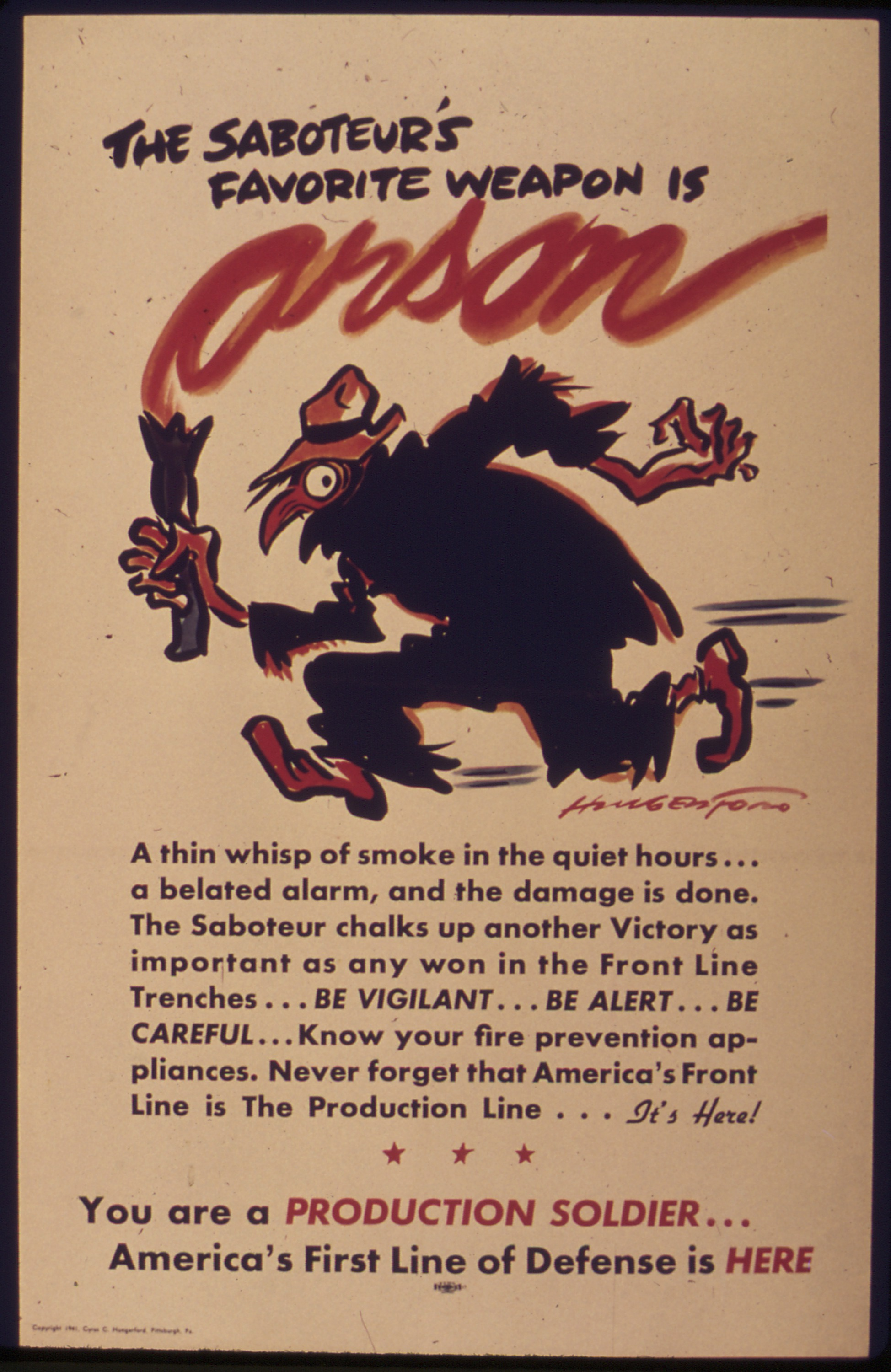
Poster Statunitense della seconda guerra mondiale raffigurante un piromane

La piromania, dal greco πῦρ (pyr, fuoco) e μανία (mania), è un'intensa ossessione verso il fuoco, le fiamme, gli esplosivi in genere e gli effetti a ciò correlati, che spesso si attua con l'accensione intenzionale di incendi. Un piromane in senso clinico non ha generalmente altri sintomi esclusa la fissazione per il fuoco, che è la causa del suo comportamento: il fuoco viene utilizzato solo per indurre euforia, e coloro che sono affetti da questa sindrome hanno spesso dei legami con istituzioni che controllano il fuoco stesso.
A partire dal 1850, si sono fatte svariate supposizioni sulle cause della piromania: se la condizione di piromane nascesse da una malattia mentale più che da una scarsa moralità/devianza sono ipotesi che sono state modificate a seconda degli sviluppi della psichiatria e della cura delle malattie mentali in genere.

## Eziologia
Poco si sa a proposito di questo disordine, esclusa qualche ricerca che suggerisce la possibilità di una componente ambientale, sviluppatasi nella tarda infanzia. Ci sono comunque pochi studi scientifici su questo soggetto; qualche ipotesi psicosociale potrebbe far pensare che la piromania sia una forma di comunicazione per individui con scarse abilità sociali oppure con una sessualità poco gratificante, per i quali accendere dei fuochi acquista il ruolo di soluzione simbolica. 
Alcune ricerche mediche hanno concluso che ci possa essere un collegamento con l'ipoglicemia o una diminuita concentrazione di 3-metossido-4-idrossofenilglicolico e di acido 5-idrossoindoleacetico nel fluido spinale.
Si sono anche scoperte delle similarità negli individui malati, come anormalità nei livelli dei neurotrasmettitori come norepinefrina e serotonina, cosa che si potrebbe collegare a problemi di controllo degli impulsi, e così pure dei ridotti livelli di zuccheri nel sangue.
Spesso i bambini che soffrono di questo disturbo hanno alle spalle episodi di crudeltà verso gli animali; possono soffrire anche frequentemente di altri disordini comportamentali, avere disturbi dell'attenzione e dell'apprendimento: si suppone anche sia uno dei tre segni che possono lasciar intravedere un eventuale sviluppo di psicopatia. Altri studi collegano la piromania all'abuso infantile.

## Sintomatologia e diagnosi
I piromani hanno spesso comportamenti altalenanti fra la tristezza e la solitudine fino alla rabbia, cosa che potrebbe portare all'accensione di incendi come uscita/sbocco di questi sentimenti. Per avere una diagnosi positiva, si devono avere almeno due casi di incendio appiccato intenzionalmente. C'è generalmente tensione o eccitazione prima dell'azione in sé, e gratificazione o sollievo dopo: il malato agisce per il proprio bene, senza nessun'altra motivazione: in qualche caso si tratta solo del piacere di vedere cosa le proprie azioni provocano nelle altre persone, i comportamenti necessari per estinguere gli incendi scatenati: c'è alcune volte anche il piacere di leggere nei quotidiani o di sentire parlare da parte dei media delle proprie azioni degli effetti. Alcuni incendiari dichiarano che il loro piacere in questa azione risiede solo nell'accendere il fuoco per il gusto di farlo, nella visione delle fiamme dardeggianti: altri si sentono sollevati dalla tensione mentre guardano gli oggetti sciogliersi, bruciare, e il tutto si autoalimenta.

## Classificazione
La piromania è inserita nella classe F63 nella classificazione ICD.

## Cura
La terapia comportamentale è la terapia usuale per la piromania: altre cure possono comprendere lo studio delle azioni del paziente, il loro inquadramento come un processo inconscio, e la loro successiva analisi per aiutare il paziente a eliminare il comportamento malato. Spesso, il trattamento viene seguito da un approccio più psicodinamico che cerca di scoprire i problemi sottostanti alle emozioni negative che causano la malattia. La prognosi è ad ogni modo sempre troppo breve per aver una completa guarigione. Gli inibitori selettivi del riassorbimento della serotonina vengono anche prescritti in queste condizioni. Ci sono anche studi che hanno dimostrato l'efficacia terapeutica della recitazione e della simulazione della mania.